# Uwe Unterwalder
Uwe Unterwalder, född den 15 juli 1950 i Berlin, Tyskland, är en östtysk tävlingscyklist som tog OS-silver i lagförföljelsen vid olympiska sommarspelen 1972 i München och återigen vid olympiska sommarspelen 1980 i Moskva.